# Clithood piercing
Een clithood piercing (ook clitorishoedpiercing, clitpiercing of clitorispiercing) is een piercing door het clitorishoedje (of de "voorhuid"). Er zijn twee hoofdsoorten van deze piercing: de horizontale (HCH) en de verticale piercing (VCH). Zoals de naam al zegt is dit de richting waarin de piercing wordt aangebracht in de huid boven de clitoris. Geen van deze piercings gaat door de clitoris zelf. Clithood piercings kunnen tijdens het vrijen de clitoris extra seksueel stimuleren.

## Pijn, genezing en nazorg
Vergeleken met andere piercings zijn clithood piercings vrij eenvoudig aan te brengen. Het aanbrengen van deze piercing is niet pijnlijker dan het aanbrengen van piercings in andere delen van het lichaam. Dit komt vanwege het dunne laagje weefsel waar doorgeprikt moet worden en de daardoor snelle doorboring. De hersteltijd is kort vanwege de goede doorbloeding in dit gebied. Tijdens de genezingsperiode is de piercing echter een wond en bestaat een grotere kans op seksueel overdraagbare aandoeningen.

## Sieraden
Een grote variëteit aan sieraden kan worden gedragen in clithood piercings. Bij verticale piercings worden voornamelijk staafjes gebruikt, terwijl bij horizontale piercings zowel ringetjes als staafjes mogelijk zijn. De kralen van een barbell kunnen decoratief zijn, zoals ook gebruikelijk bij navelpiercings

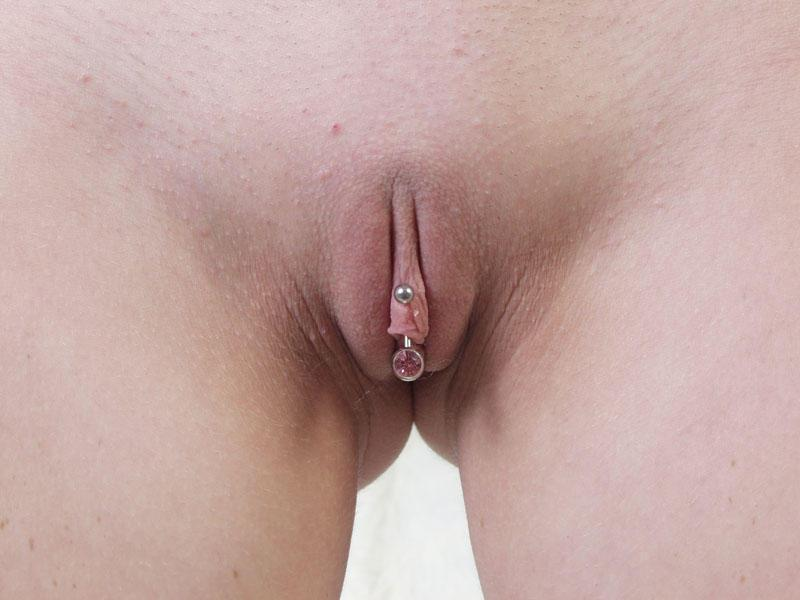
Gebogen barbell (verticaal)
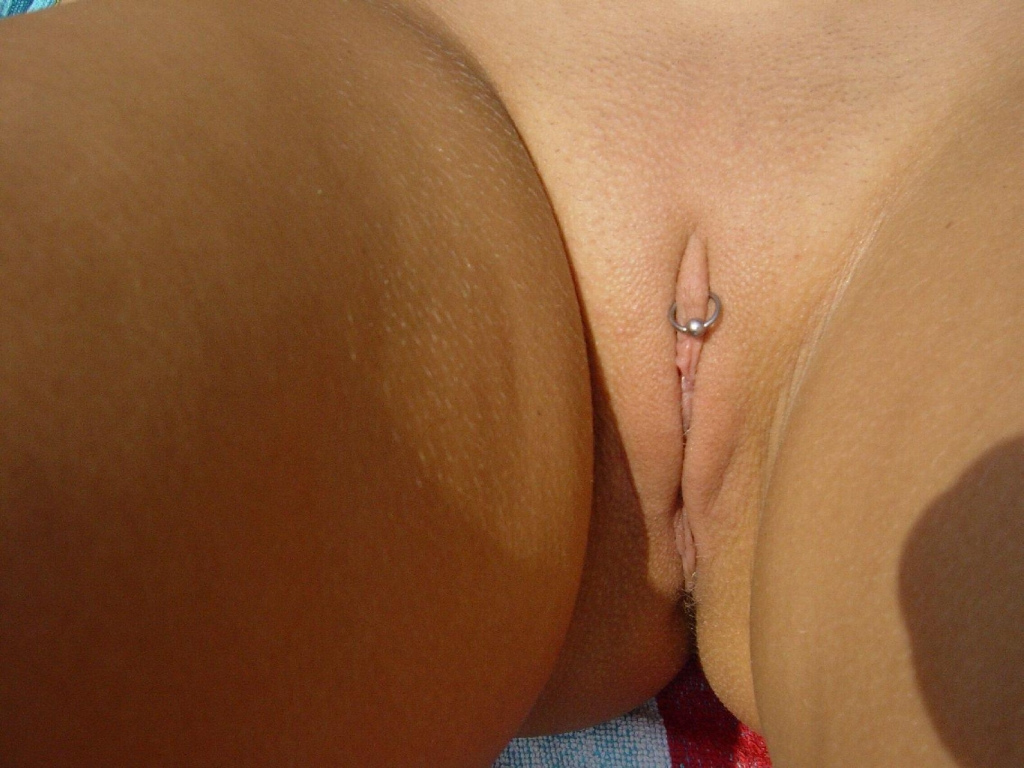
Ring (horizontaal)